# Tombstone (singolo)
Tombstone è un singolo del rapper statunitense Rod Wave, pubblicato il 23 marzo 2021 come secondo estratto dal terzo album in studio SoulFly.

## Video musicale
Il video musicale, diretto da Reel Goats, è stato reso disponibile su YouTube in contemporanea con l'uscita del singolo.

## Tracce
Testi e musiche di Rodarius Green, Eric Foley Jr., Jaidyn Hullum e Jaylon Howard..
1. Tombstone – 2:40

## Classifiche

### Classifiche settimanali
| Classifica (2021) | Posizione massima |
| ----------------- | ----------------- |
| Stati Uniti       | 11                |
| Stati Uniti (R&B) | 5                 |

### Classifiche di fine anno
| Classifica (2021) | Posizione |
| ----------------- | --------- |
| Stati Uniti       | 98        |